# Lianhuanhua
Lianhuanhua (xinès tradicional: 連環畫, xinès simplificat: 连环画, pinyin: Liánhuánhuà) és un tipus de llibres amb imatges de dibuixos seqüencials, com un còmic, enquadernats en llibrets de la mida d'una palma de la mà. Van ser molt populars a la Xina al segle xx, influint en el manhua modern.

## Terminologia
El nom en xinès es tradueix essencialment per imatges enllaçades o imatges en sèrie. Els llibres es deien lianhuanhua o lianhuan tuhua; més tard es va ometre el tu i el terme lianhuanhua es va convertir en estàndard. El terme lianhuanhua no va ser utilitzat fins al 1927. Abans d'això, els lianhuanhua tenien diferents denominacions depenent de la regió.
| Lloc                  | Significat           | Nom xinès            |
| --------------------- | -------------------- | -------------------- |
| Shanghai              | Llibre Menut         | Xiao Shu (小書)      |
| Shanghai              | Llibre d'imatges     | Tuhua Shu (圖畫書)   |
| Guangzhou i Hong Kong | Llibre de nines      | Gongzai Shu (公仔書) |
| Wuhan                 | Llibre per a infants | Yaya Shu (伢伢書)    |
| Xina del nord         | Llibre per a xiquets | Xiaoren Shu (小人書) |

## Història

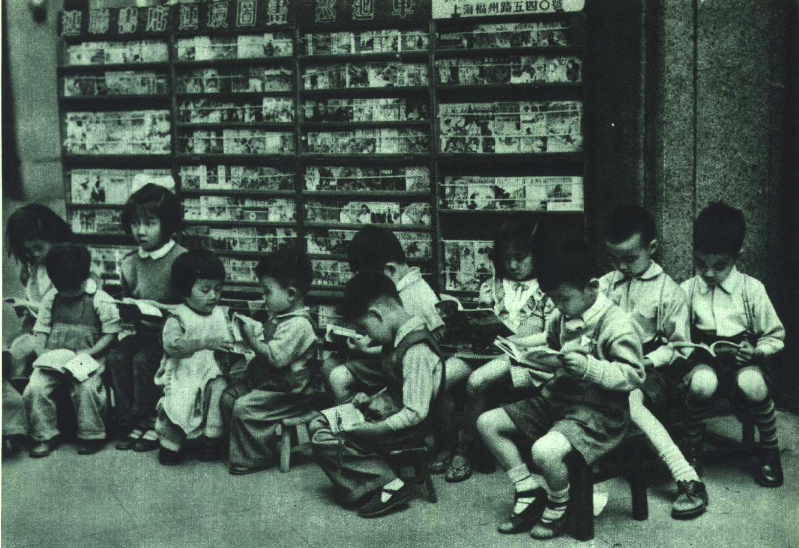
Xiquets llegint a Shanghai, 1951.

A la dècada del 1880, revistes xineses com Dianshizhai Pictorial van experimentar amb el potencial d'esta tècnica d'art. El primer exemple de lianhuanhua el trobem el 1884, amb deu il·lustracions que acompanyaven una narració d'una rebel·lió coreana. El 1908, Wenyi, una companyia de Shanghai, va publicar la litografia il·lustrada El romanç dels tres regnes, dibuixada per Zhu Zhixuan. El format es va anomenar huihui tu o imatges de capítols.
El 1916, el diari Caobao va utilitzar les imatges per atraure una major audiència de lectors de classe mitjana i baixa. L'augment en la popularitat del lianhuanhua va ser proporcional a l'augment de la impressió litogràfica introduïda a Shanghai des d'Occident. Les revistes de còmics de Shanghai dels anys vint contenien més il·lustracions que d'altres, i representaven històries tradicionals inspirades en la mitologia o el folklore xinés i en òperes de Pequín. Les editorials dels anys vint i trenta s'ubicaven principalment en un carrer anomenat Taoyuanli, amb una vintena d'editorials menudes i algunes grans. Les històries il·lustrades tenien com a públic principal els xiquets i els adults poc donats a llegir.
Hi hagueren històries reeixides com Huoshao Hongliansi, que tingueren adaptació cinematogràfica.
Els llibres es podien comprar, i també llogar per una xicoteta quantitat als quioscos del carrer. Com que els lianhuanhua eren considerats un producte menor, les llibreries no els venien, sinó que hi havia venedors que rebien les novetats directament de les editorials, trobant-se la major concentració en un carrer anomenat Beigongyili, al districte de Zhabei. Quan una sèrie arribava als vint-i-quatre volums, sovint alguns dels venedors els enquadernaven, venent-los com si d'un llibre es tractara.
Pel que fa als autors, destaca especialment el nom de Zhu Runzhai, així com els de Shen Manyun, Zhao Hongben i Zhou Yunfang, que adaptà l'obra de Ye Qianyu, Wang Xiansheng. Hi hagueren lianguanghua amb obres d'art avantguardista, en edicions no molt grans i produïdes per elements esquerrans.
Pels anys vint, els lianhuanhua també es podien trobar a Hong Kong. Les botiguetes de lloguer van ser habituals fins i tot durant els períodes d'ocupació japonesa als anys quaranta.
Durant la Segona Guerra Sinojaponesa, les dos forces del Segon Front Unit en produiran. Les temàtiques varien entre temes patriòtics i propagandístics a educatius, i en el cas del Guomindang, també hi trobem traduccions de produccions estrangeres, majoritàriament de còmic americà. A finals de la dècada del 1940, a Shanghai hi havia unes cent editorials i uns dos-cents establiments, amb distribució en Hong Kong, Singapur i Indonèsia. A la ciutat hi havia uns trenta dibuixants professionals produint material.

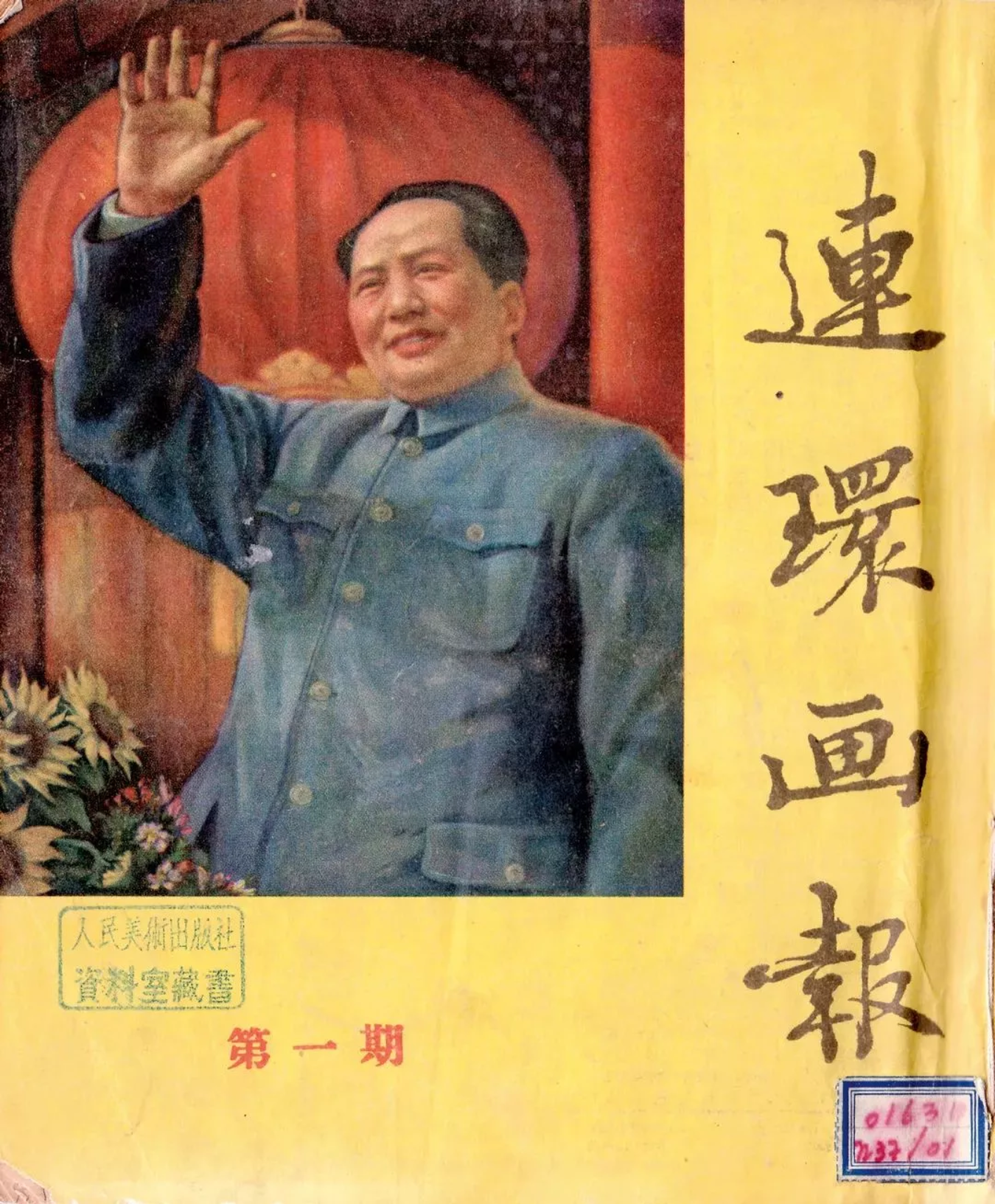
Portada del primer número de la revista Lianhuanhua Bao, 1951.

Amb la proclamació de la República Popular de la Xina, la indústria del lianhuanhua s'adapta a la línia del Fòrum de Yan'an. A partir d'aquell moment el vessant artístic perd importància enfront del missatge polític, alhora que es prioritza la senzillesa i la facilitat de lectura. Es crea Dazhong Tuhua Chubanshe, editorial que el 1951 es fusionaria amb Renmin Meishu Chubanshe i comença a publicar, aquell mateix any, la primera revista dedicada al mitjà, Lianhuanhua Bao. Durant la dècada del 1950, temàtiques fantàstiques o que representaven a reis, princeses o deïtats comencen a desaparéixer, i se'n produeixen d'altres enaltint la figura de Mao Zedong.
Les xifres de producció augmenten, i el 1952 es produeixen 670 títols diferents amb 21 milions d'exemplars impresos. Entre 1949 i 1963, es produeix un total de 12.700 títols i 560 milions de còpies.
A Hong Kong, desapareix el format durant la dècada de 1970, per tractar-se d'un producte poc sofisticat. Pel que fa a la Xina continental, la producció decau a partir del 1966, encara que durant i després de la Revolució Cultural, es va utilitzar el mitjà per a difondre propaganda, així com materials educatius.
Tot i que la producció de lianhuanhua va disminuir a la Xina continental durant la Revolució Cultural, encara es van produir molts llibres, sobretot a partir del moment en què la Banda dels Quatre té control total sobre la producció editorial, esdevenint Heilongjiang un centre important. El 1971, Zhou Enlai va reunir als directors de les editorials per tal de garantir la nutrició espiritual de les generacions futures. Des de finals dels anys 1970 fins a principis dels anys 1980, amb la desaparició del control polític, el mitjà va tindre una revifada, fet que portaria a xifres de 8.100 milions de llibrets impresos pels volts del 1985, amb entre 600 i 800 milions exemplars nous cada any. Com en èpoques anteriors de la producció de lianhuanhua, molts dels llibres eren adaptacions d'altres pel·lícules o programes de televisió, còmics europeus, i fins i tot n'hi haurien amb temàtiques eròtiques. També hi hauria una major varietat d'estils de dibuix en els llibrets de l'última etapa. En aquella època la indústria del lianhuanhua va ser molt lucrativa, amb una combinació de baix cost, alta demanda del producte, i mà d'obra disponible, ja que els artistes venien de treballar a fàbriques o al camp durant la Revolució Cultural. També és a partir de la dècada del 1980 que el lianhuanhua comença a rebre reconeixement des de l'àmbit acadèmic.
A partir dels anys 1986 i 1987, la introducció de televisors i videocassettes fa que el lianhuanhua entre en crisi.
Des de finals dels anys huitanta fins als noranta, la demanda de lianhuanhua va disminuir dràsticament, i hui en dia, còmics com el manhua i les traduccions de manga japonés són molt més populars que el lianhuanhua, que ha esdevingut més un objecte col·leccionable ans que un format de lectura. En aquell moment apareix el Nou Manhua, o xinmanhua, fortament inspirat pel manga però amb elements del lianguanhua.

## Present
Actualment, hi ha un interés renovat pel format. El Museu d'Art de Shanghai va inaugurar una exposició permanent de lianhuanhua com a forma popular d'art popular de base. L'artista Dai Dunbang és el president de l'Associació Nacional de Lian Huan Hua.